# Mormia pazukii
Mormia pazukii és una espècie d'insecte dípter pertanyent a la família dels psicòdids que es troba a l'Iran.